# Municipio de González
El municipio de González es uno de los 43 municipios que constituyen el estado mexicano de Tamaulipas. Localizado en la zona suroeste del estado, su cabecera es el pueblo de mismo nombre.

## Geografía

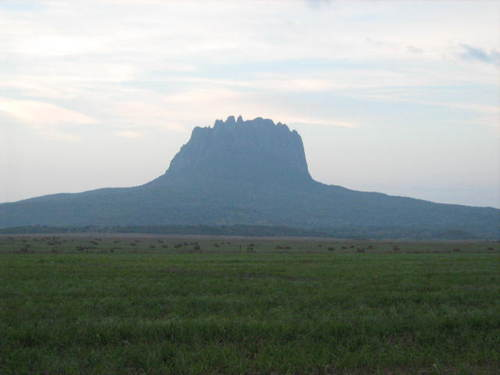
El Cerro del Bernal está situado en el municipio de González.

El municipio de González se encuentra en el sureste de estado de Tamaulipas, tiene una extensión territorial de 3250.573 kilómetros cuadrados que lo convierte en el cuarto municipio más extenso del estado. Sus coordenadas geográficas extremas son 23° 12' - 22° 24' de latitud norte y 98° 55' - 98° 18' de longitud oeste y su altitud fluctúa entre 50 y 1 100 metros sobre el nivel del mar.
Limita al suroeste con el municipio de El Mante, al noroeste con el municipio de Xicoténcatl, al norte con el municipio de Llera, al noreste con el municipio de Casas y con el municipio de Aldama y al sureste con el municipio de Altamira. Al sur limita con el estado de Veracruz de Ignacio de la Llave, en particular con el municipio de Pánuco.

## Demografía
El municipio de González tiene una población total de 43 435 personas de acuerdo al Censo de Población y Vivienda realizado en 2010 por el Instituto Nacional de Estadística y Geografía. De este total, 21 554 son hombres y 21 881 son mujeres.

### Localidades
En el municipio de González se localizan 707 localidades, las principales y su población en 2010 se enlistan a continuación:
| Localidad                       | Población |
| Total Municipio                 | 43 435    |
| Estación Manuel (Úrsulo Galván) | 12 077    |
| González                        | 11 212    |
| Graciano Sánchez                | 4 426     |
| López Rayón                     | 1 695     |
| Francisco I. Madero Dos         | 1 478     |
| San Antonio Rayón               | 1 425     |
| Magiscatzin                     | 995       |
| Santa Fe                        | 945       |

## Política
El gobierno del municipio es ejercido por el Ayuntamiento, que es electo por voto universal, directo y secreto para un periodo de tres años que pueden ser reelectos para el periodo inmediato y de manera continua por una sola ocasión, el ayuntamiento lo conforman el presidente municipal, dos síndicos y ocho regidores, tres de los cuales son se Representación Proporcional; todos entran a ejercer su cargo el día 1 de octubre del año en que se llevó a cabo su elección.

### Representación legislativa
Para la elección de diputados locales al Congreso de Tamaulipas y de diputados federales a la Cámara de Diputados de México el municipio de González, forma parte de los siguientes distritos electorales:
Local:
- Distrito electoral local 17 de Tamaulipas con cabecera en Ciudad Mante.[7]

Federal:
- Distrito electoral federal 6 de Tamaulipas con cabecera en Ciudad Mante.[8]